# 阿尔比恩 (印第安纳州)
阿尔比恩（Albion）是位于美国印第安纳州诺布尔县阿尔比恩镇区和杰斐逊镇区的一个城镇。该镇2010年的人口为2,349。阿尔比恩是诺布尔县的县城所在地。

## 学校
阿尔比恩的学校有中诺布尔高中、中诺布尔中学和阿尔比恩小學。

## 地理

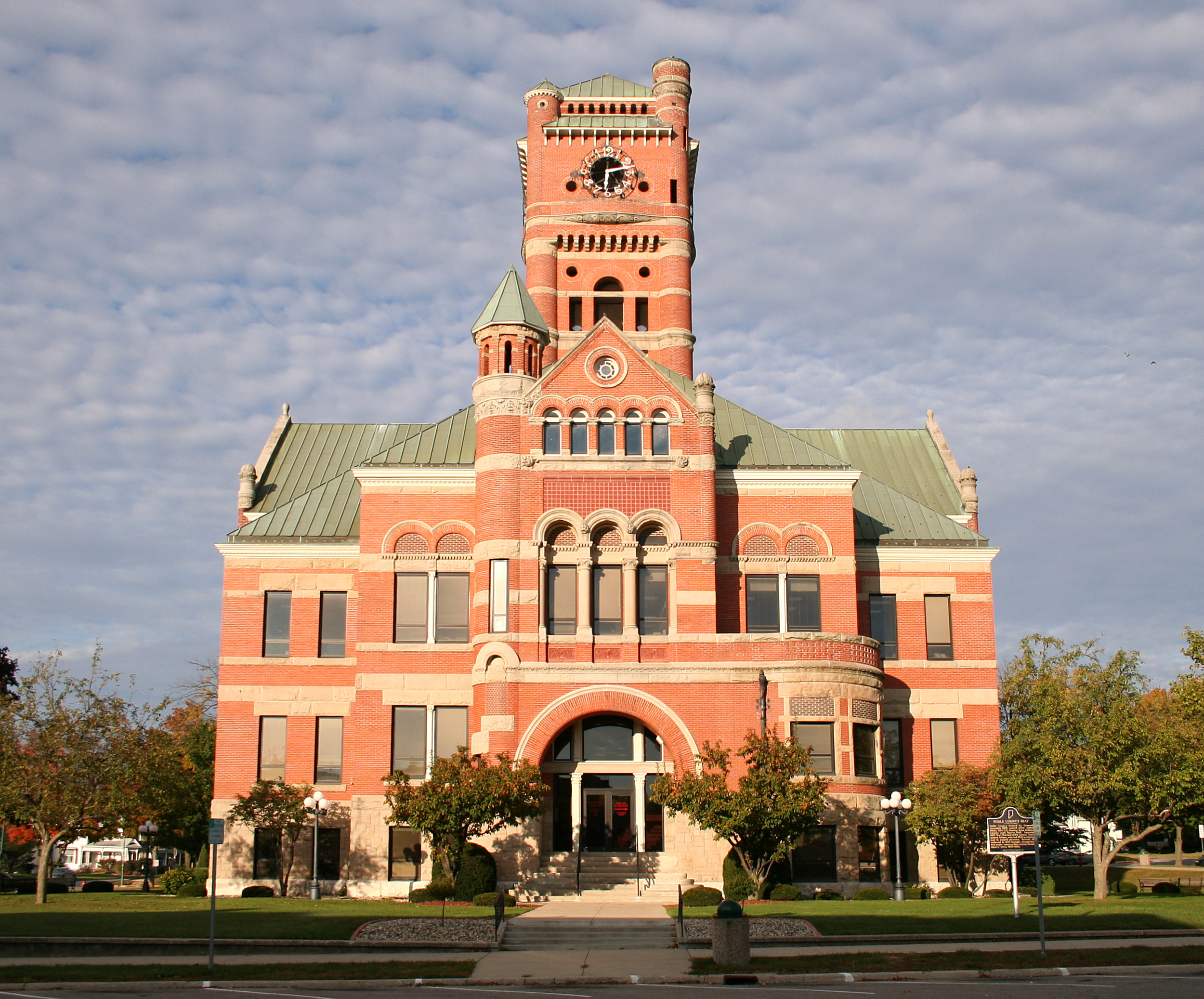
诺布尔县法院

阿尔比恩位于41°23′42″N 85°25′19″W / 41.39500°N 85.42194°W（41.395132, -85.422026）。
根据美国人口调查局的信息，阿尔比恩的总面积为1.4平方英里（3.6平方），全部为陆地。

## 人口
根据2000年人口普查，该县共有2,284人，人口密度为1,636.5人/平方英里（629.9人/km²）。全镇人口有97.37%为白人、0.92%为非洲裔、0.35%为印第安人、0.04%为亚裔、0.88%为其他种族以及0.44%来自两个以上种族。总人口的1.31%为西班牙裔或拉美裔。

## 名人
- 厄尔·巴茨（英语：Earl Butz），前美国农业部长。
- 唐纳德·H·斯潘格勒（英语：Donald H. Spangler），海军军官，USS Spangler以其命名。